# Priscilla Brasil
Priscilla Brasil (Belém, 6 de outubro de 1978) é uma cineasta brasileira e empresária do setor musical.

## Biografia
Graduada em arquitetura e em comunicação, estreou na direção de documentários em 2006 com "As Filhas de Chiquita", abordando o conflito entre o sagrado e o profano no Círio de Nazaré. Em seguida, produziu e dirigiu o documentário "Serra Pelada - Esperança não é Sonho" através do programa Doc TV, retratando a expectativa de reabertura do garimpo de Serra Pelada pela população garimpeira remanescente. Em 2009, foi produtora executiva do documentário "Brega S/A", exibido pela MTV Brasil.
Dirigiu também peças publicitárias e videoclipes para diversos artistas, entre eles Felipe Cordeiro, Madame Saatan, Macaco Bong, Curumin e Daniel Peixoto.
Priscilla Brasil foi empresária da cantora brasileira Gaby Amarantos.

## Filmografia
- 2006 - As Filhas de Chiquita
- 2007 - Serra Pelada - Esperança não é Sonho
- 2009 - Salvaterra - Terra de Negro
- 2009 - Brega S/A (Produção)
- 2015 - 100 anos de Payxão (Produção)

## Videoclipes
- Felipe Cordeiro - Legal e Ilegal (Produção)
- Macaco Bong - Amendoim (ao vivo)
- Daniel Peixoto - Come to Me feat. Killer on the Dance Floor
- Madame Saatan - Devorados e Vela
- Curumin - Japan Pop Show
- Gaby Amarantos - Xirley
- Macaco Bong - Shift